# Abdul Rahman Al-Sumait
Abdul Rahman Al-Sumait (n. 15 octombrie 1947, Kuweit – d. 15 august 2013, Kuweit) a făcut Facultatea de medicină în Bagdad. În 1973 a plecat în Anglia unde a învățat despre bolile tropicale. A lucrat în Kuwait, apoi a plecat în Africa, mai exact în Malawi și a construit o moschee.
- Datorită lui, mai mult de 7 milioane de oameni au devenit musulmani.
- A fost patronul revistei Al-qutar.
- A construit 840 de școli, 4 facultăți si 204 de centre islamice.